# Eros-Bläuling
Der Eros-Bläuling (Polyommatus eros) ist ein Schmetterling (Tagfalter) aus der Familie der Bläulinge (Lycaenidae). Das Artepitheton leitet sich von Eros, dem Gott der Liebe aus der griechischen Mythologie ab.

## Merkmale

### Falter
Die Art zeichnet sich durch einen ausgeprägten Sexualdimorphismus aus. Mit einer Flügelspannweite von etwa 24 bis 28 Millimetern gehören die Falter des Eros-Bläulings zu den kleineren Bläulingsarten. Typisch für die Männchen ist deren leuchtende azurblaue bis türkisblaue Farbe. Die Flügeloberseite hat eine feine, schwarze Randlinie und weiße Fransen an den Außenkanten. Charakteristisch sind die deutlich hervortretenden Adern in der Submarginalregion. Die Flügeloberseite der Weibchen ist braun, teilweise blau übergossen, besonders im Bereich der Basalregion. Randpunkte fehlen den männlichen Faltern auf der Oberseite der Hinterflügel, wohingegen die Weibchen eine schmale Punktreihe zeigen. Beide Geschlechter haben eine hellbraun bis graubraun gefärbte Flügelunterseite und einige hell umrandete schwarze sowie in der Submarginalregion mehrere orange gefärbte Flecke. Die Basalregion ist leicht blau überstäubt.

### Raupe
Erwachsene Raupen sind gelbgrün gefärbt und rotbraun behaart. Sie zeigen eine dunkle Rückenlinie, die von zwei gelben Linien eingefasst wird. Auch die Seitenlinien haben eine gelbe Farbe.

### Ähnliche Arten
- Der Hauhechel-Bläuling (Polyommatus icarus) zeigt in der Regel eine leicht ins violettblau tendierende Grundfärbung bei den Männchen und hat eine dunklere Färbung auf den Flügelunterseiten.
- Beim Silbergrünen Bläuling (Polyommatus coridon) schimmern die männlichen Falter leicht silbrig. Die Flügelunterseiten sind etwas dunkler gefärbt und haben eine abweichende Anordnung und Intensität bezüglich der Flecke und Punkte. Beide Geschlechter sind auch etwas größer als diejenigen von eros.

## Verbreitung und Lebensraum
Hauptverbreitungsgebiet des Eros-Bläulings sind die Alpen, die Pyrenäen, der Apennin, das Balkangebirge sowie bergige Regionen in der Türkei und Nordwest- und Zentralasien. Die Tiere sind überwiegend in Höhenlagen oberhalb von 1800 Metern anzutreffen. Bevorzugter Lebensraum sind blütenreiche Grashänge im Gebirge.

## Lebensweise
Die Falter fliegen in einer Generation von Juli bis September und saugen gerne an feuchten Stellen am Boden, insbesondere die Männchen. Die Raupen ernähren sich zunächst von den Blättern verschiedener niedriger Pflanzen, beispielsweise von Seidenmoor-Spitzkiel (Oxytropis halleri), Alpen-Spitzkiel (Oxytropis campestris), Alpen-Hornklee (Lotus alpinus) oder Tragantarten (Astragalus). Die Raupe lebt anschließend myrmekophil mit den Ameisenarten Myrmica gallienii oder Formica lemani in Symbiose zusammen. Dabei werden die Raupen von den Ameisen in deren Bau geschleppt und gefüttert. Als Gegenleistung sondern sie einen süßen Saft ab, der von den Ameisen gerne aufgeleckt wird und sie mit Kohlenhydraten versorgt. Die Jungraupen überwintern.

## Gefährdung
Der Eros-Bläuling kommt in Deutschland nur in den bayerischen Alpen vor, kann dort lokal durchaus zahlreich auftreten und wird auf der Roten Liste gefährdeter Arten als Art mit geographischer Restriktion geführt.